# Klarytromycyna
Klarytromycyna – organiczny związek chemiczny, antybiotyk z grupy antybiotyków makrolidowych, którego mechanizm działania polega na hamowaniu syntezy białka w komórce bakterii.

## Wskazania
Leczenie zakażeń drobnoustrojami wrażliwymi na klarytromycynę.
In vitro klarytromycyna wykazuje skuteczność wobec następujących drobnoustrojów:
- Staphylococcus aureus,
- Streptococcus pneumoniae i Streptococcus pyogenes,
- Listeria monocytogenes,
- Moraxella catarrhalis,
- Haemophilus influenzae i Haemophilus parainfluenzae,
- Helicobacter pylori,
- Neisseria gonorrhoeae,
- Propionibacterium acnes,
- Mycoplasma pneumoniae,
- Chlamydia trachomatis,
- Legionella pneumophila,
- Mycobacterium avium i Mycobacterium laprae.

## Przeciwwskazania
- Przeciwwskazane jest podawanie klarytromycyny osobom uczulonym na nią lub inne makrolidy.
- Osoby zażywające cyzapryd, astemizol, pimozyd(inne języki) lub terfenadynę(inne języki) nie powinny jednocześnie zażywać klarytromycyny.
- U pacjentów stosujących teofilinę, fenytoinę lub kwas walproinowy może nastąpić wzrost ich stężenia we krwi.
- Ciąża i okres karmienia piersią.

## Działania niepożądane
- bóle brzucha, biegunka, nudności, wymioty
- zapalenie i grzybica jamy ustnej, zaburzenia węchu
- przebarwienie zębów
- podwyższenie objawów zapalenia wątroby, żółtaczki cholestatycznej, bądź samego podwyższenia enzymów wątrobowych
- rzekomobłoniaste zapalenie jelit

Większość tych działań ma charakter łagodny i ustępuje po przerwaniu kuracji.

## Dawkowanie
Jest ustalane przez lekarza i w większości przypadków mieści się w granicach 500 do 1000 mg na dobę, podawanych w dwóch dawkach (z wyjątkiem postaci leku o przedłużonym uwalnianiu).

## Nazwy handlowe dostępne na rynku
- Postacie standardowe:
  - Clarexid, Fromilid, Klabax, Klabion, Klacid, Klarmin, Lekoklar, Taclar
- Postacie o przedłużonym działaniu do stosowania raz na dobę:
  - Fromilid Uno, Klabion Uno, Klacid Uno